# Český kurýr
Český kurýr byl ilegální časopis vydávaný za protektorátu stejnojmennou skupinou vedenou Rostislavem Korčákem a Ing. Miroslavem Satranem. Skupina vydavatelů byla napojena na ilegální organizaci Petiční výbor Věrni zůstaneme (PVVZ) jakož i na Politické ústředí (PÚ) ale i na Komunistickou stranu Československa (KSČ). Důležitou činností vydavatelů (a zdrojem informací pro obsahovou náplň časopisu) byla zpravodajská činnost.

## Vznik tiskoviny
V bezprostřední reakci na události 28. října 1939, kdy se uskutečnily masové demonstrace v Praze proti německé okupaci a kdy byl (na křižovatce ulic Žitná a Ve Smečkách) smrtelně postřelen medik Jan Opletal, vznikl ilegální časopis Český kurýr, který patřil (vedle týdeníku V boj) k nejrozšířenějším ilegálním listům v protektorátu. Již jeho název měl navodit pocit vlastenectví a evokovat „posla“ jako zdroj informací zpoza nepřátelské fronty. Skupina, která tuto tiskovinu začala vydávat, se skládala výhradně z řad členů vinohradského sboru Českobratrské církve evangelické a vinohradského Sokola. Hlavními postavami v ní byli redaktor Lidového deníku Rostislav Korčák (zodpovídal za obsahovou náplň Českého kurýra) a středoškolský profesor Ing. Miroslav Satran (zodpovědný za materiální zabezpečení časopisu a technický provoz).

## Základní údaje
Celkem bylo realizováno 25 čísel ilegálního časopisu Český kurýr. (Každé číslo mělo v podtitulku heslo prezidentské standarty „Pravda vítězí“.) Časopis vycházel v období od 10. listopadu 1939 až do 30. září 1941 a to v nákladu kolísajícím od 200 do 1000 výtisků.
- První číslo Českého kurýra, které výhradně sestavil Rostislav Korčák, bylo načasováno k výročí bitvy na Bílé hoře [2] (8. listopadu 1620) a vytiskl je 10. listopadu 1939 ve své dílně (na adrese Moravská 1507/22, 120 00 Praha–Vinohrady) Ing. Miroslav Satran.[3]
- Poslední číslo Českého kurýra vyšlo 30. září 1941.[1][3][p 1]

## Další spolupracovníci
Nejprve byl autorem většiny článků Rostislav Korčák, ale postupně během vydávání na časopisu spolupracovali (od počátku roku 1940) významnou měrou i další osoby:
- univerzitní profesor doc. Josef Fischer (PVVZ)[1][2] - čelný představitel ÚVODu
- historik dr. František Bauer[1][2]
- československý básník, literární kritik, novinář a politik František Votruba[2]
- Rudolf Mareš - sekretář Akademické YMCA.[3][p 2]
- novinář, redaktor České tiskové kanceláře (ČTK) a překladatel z ruštiny Václav König[2][4][5]
- národně socialistický novinář Dr. Miloslav Kohák[2][p 3]
- novinář Jaroslav Jelínek[2][8]
- český novinář a publicista, zakládající člen ilegální organizace ÚVOD a PÚ odbojář Antonín Pešl[2]
- R. Řezníček[2][zdroj⁠?!]

Ing. Miroslavu Satranovi při tiskařské práci pomáhali především poštovní úředník JUC. Vítězslav Dvořák, zřízenec YMCA Josef Unger a středoškolská profesorka Marie Hornofová.
Z konspiračních důvodů se nekonaly žádné redakční rady, neprovádělo se kolektivního posuzování příspěvků a ani se společně neprojednávala žádná ideová náplň časopisu. Platforma Českého kurýra tak alespoň ze začátku umožňovala publikovat necenzurované texty dodané přispěvateli bez rozdílu jejich politického zaměření. Později byl ale časopis vlivem některých komunistů jakož i samotného Rostislava Korčáka stále více levicovější.

## Distribuční síť časopisu
Na vydávání a distribuci Českého kurýra bylo zainteresováno asi 80 až 100 osob. Postupem doby si šiřitelé časopisu Český kurýr vybudovali na území protektorátu vlastní distribuční síť. Hlavními jejími uzly (tzv. „přepážkami“) byly kromě Prahy také Brno a Přerov. Jako pomocné distribuční uzly pak sloužily přepážky v Kolíně, České Třebové, Táboře, Olomouci a Moravské Ostravě.

## Český kurýr, V boj a ÚVOD
Koncem roku 1940 se stal časopis V boj nakrátko tiskovým orgánem a tribunou politických názorů Ústředního vedení odboje domácího (ÚVOD). Na jaře roku 1941 byla zformována nová redakční rada tohoto časopisu. V ní byli zastoupeni: plukovník Josef Churavý za Obranu národa (ON); prof. Volfgang Jankovec za Petiční výbor Věrni zůstaneme (PVVZ); Dr. Miloslav Kohák za Politické ústředí (PÚ). O několik týdnů později vedení ÚVODu rozhodlo ustanovit svým tiskovým orgánem namísto časopisu V boj raději časopis Rostislava Korčáka "Český kurýr". Nepodařilo se zjistit, jaké k tomu tehdy vedly důvody. Prakticky vzato: Zatčením podplukovníka Josefa Balabána (22. dubna 1941) skončilo definitivně vydávání ilegálního časopisu V boj. Jeho poslední číslo vyšlo na přelomu března a dubna 1941. ÚVOD se nejspíše tehdy rozhodl netříštit síly a zaměřil se na ilegální časopis Český kurýr, který vycházel až do 30. září 1941.

## Závěrečná fáze
Poté, co se Reinhard Heydrich stal 27. září 1941 zastupujícím říšským protektorem pro Protektorát Čechy a Morava (a taktéž ředitelem protektorátní policie), bylo rozhodnuto (nejspíš z konspiračních důvodů) dočasně pozastavit vydávání časopisu Český kurýr s vizí, že další jeho číslo vyjde až na Nový rok 1942. Rostislav Korčák, Ing. Miroslav Satran a značná část jejich spolupracovníků byli zatčeni 20. prosince 1941.

## Hlavní osobnosti Českého kurýra

### Rostislav Korčák
Rostislav Korčák (10. července 1894 Vrážné u Moravské Třebové – 29. července 1984 Praha) byl český novinář a publicista. V letech 1921 až 1939 působil jako pražský redaktor a parlamentní zpravodaj Slovenského deníku. V období od 10. listopadu 1939 až do 30. září 1941 vydával a redigoval ilegální odbojový časopis Český kurýr.. Celkem bylo realizováno 25 čísel tohoto periodika, každé v nákladu 200 – 1000 výtisků. Rostislav Korčák byl členem skupiny napojené na Politické ústředí (PÚ). Skupina fungovala pod Národním svazem novinářů, jejím vedoucím byl historik dr. František Bauer (přeložil do češtiny Hitlerův Mein Kampf). Tato skupina (někdy nazývána „novinářská mafie“) poskytovala zpravodajské informace z ekonomické oblasti a předávala je také podplukovníku Josefu Balabánovi, který jich využíval dále především pro propagandistické účely. Za protektorátu bydlel Rostislav Korčák v domě na adrese Kodaňská 689/32, 101 00 Praha – Vršovice. (V roce 1941 se v tomto bytě krátce ukrýval sokolský odbojář Václav Lohniský.) Rostislav Korčák byl zatčen gestapem 20. prosince 1941 a převezen do Petschkova paláce k výslechu. V Pankrácké věznici byl uvězněn od 20. prosince 1941 až do 23. října 1942. Na výslechy byl převážen do Petschkova paláce, kde v důsledku jejich brutality přišel (za šest týdnů ve vazbě) o zrak. Dne 23. října 1942 byl převezen do Terezína a v květnu 1942 do KT Mauthausen. Válku přežil s podlomeným zdravím a slepý. Po jejím skončení působil krátce v redakci Zemědělských novin. Zemřel v roce 1984.

### Ing. Miroslav Satran
Ing. Miroslav Satran (1903–1942) byl středoškolský profesor.
V období od 10. listopadu 1939 až do 30. září 1941 odpovídal za materiální zabezpečení a technický provoz spojený s realizací ilegálního odbojového časopisu Český kurýr.. Celkem bylo realizováno 25 čísel tohoto periodika, každé v nákladu 200 – 1000 výtisků. Za protektorátu bydlel v rohovém domě na adrese Šumavská 809/32, 120 00 Praha 2 – Vinohrady. Spolu se svým otcem Václavem Satranem, který mu pomáhal s přípravou časopisu se v jeho bytě v letech 1940 až 1941 rozmnožovala většina čísel Českého kurýra. Spolu s Rostislavem Korčákem byl Ing. Miroslav Satran zatčen gestapem 20. prosince 1941. Po deseti dnech věznění se Miroslavu Satranovi podařilo uprchnout. Jedním z míst, kde se Miroslav Satran skrýval byl domek poštovního zaměstnance Jana Weila (dnes - 2015 - na adrese: Zdobnická 590/2, 198 00 Praha – Kyje). Weil zajistil Satranovi nové osobní doklady. Miroslav Satran byl znovu zatčen v červenci 1942 a při pokusu o útěk byl smrtelně raněn.